# National Soccer League 1987
La National Soccer League 1987 fue la decimoprimera temporada de la National Soccer League, la liga de fútbol profesional en Australia. Desde 1977, la Federación de Fútbol de Australia (FFA) estuvo al frente de la organización. Se disputó hasta 2004, para darle paso a la A-League (llamada Hyundai A-League), que comenzó en la temporada 2005-06. En esta competición participaron 13 clubes.
Durante la etapa clasificatoria el APIA Leichhardt Tigers obtuvo el mejor puntaje con 35 puntos y 39 goles a favor. Mientras tanto, el Preston Lions FC y St. George Saints ocuparon el segundo lugar puesto con 29 unidades.
En cuanto a los premios de la competición, el futbolista con más goles fue Frank Farina del Marconi Fairfield con 16 goles, Rale Rasic del APIA Leichhardt  el mejor técnico y nuevamente Farina como el mejor jugador del año.

## Equipos clasificados
| - Marconi Fairfield - Heidelberg United - Adelaide City FC - APIA Leichhardt Tigers - Sydney Olympic FC - Sunshine George Cross FC - Brunswick Juventus | - Footscray JUST - South Melbourne FC - Saint-George Saints FC - Preston Lions SC - Melbourne Croatia FC - Sydney Croatia FC |

## Clasificación
| Posición              | Equipo                 | PJ | PG | PE | PP | GF | GC | GD  | Puntos |
| --------------------- | ---------------------- | -- | -- | -- | -- | -- | -- | --- | ------ |
| 1                     | APIA Leichhardt Tigers | 24 | 13 | 9  | 2  | 39 | 21 | +18 | 35     |
| 2                     | Preston Lions FC       | 24 | 11 | 7  | 6  | 32 | 22 | +10 | 29     |
| 3                     | St. George Saints      | 24 | 12 | 5  | 7  | 31 | 24 | +7  | 29     |
| 4                     | Marconi Fairfield      | 24 | 11 | 5  | 8  | 41 | 25 | +16 | 27     |
| 5                     | Sydney Croatia         | 24 | 10 | 6  | 8  | 31 | 25 | +6  | 26     |
| 6                     | South Melbourne FC     | 24 | 9  | 7  | 8  | 32 | 34 | -2  | 25     |
| 7                     | Sydney Olympic         | 24 | 7  | 9  | 8  | 29 | 32 | -3  | 23     |
| 8                     | Brunswick Juventus     | 24 | 9  | 5  | 10 | 18 | 23 | -5  | 23     |
| 9                     | Melbourne Croatia      | 24 | 9  | 5  | 10 | 22 | 30 | -8  | 23     |
| 10                    | Adelaide City          | 24 | 6  | 10 | 8  | 29 | 23 | +6  | 22     |
| 11                    | Footscray JUST         | 24 | 7  | 8  | 9  | 17 | 27 | -10 | 22     |
| 12                    | Sunshine George Cross  | 24 | 3  | 9  | 12 | 26 | 42 | -16 | 15     |
| 13                    | Heidelberg United      | 24 | 3  | 7  | 14 | 25 | 44 | -19 | 13     |
| Estadísticas finales. |                        |    |    |    |    |    |    |     |        |

|  |                                                                    |
|  | Equipo campeón de Australia.                                       |
|  | Heidelberg United relegado a la National Premier Leagues Victoria. |

## Premios
- Jugador del año: Frank Farina (Marconi Fairfield)[1]
- Jugador del año categoría sub-21: John Markovski (Sunshine George Cross)[1]
- Goleador: Frank Farina (Marconi Fairfield – 16 goles)[1]
- Director técnico del año: Rale Rasic (APIA Leichhardt)[1]